# ایشی، توکوشیما
ایشی، توکوشیما (به لاتین: Ishii, Tokushima) یک منطقهٔ مسکونی در ژاپن است که در استان توکوشیما واقع شده‌است. ایشی  ۲۶٬۲۵۰ نفر جمعیت دارد.